# 398P/Boattini
398P/Boattini, o cometa Boattini 5, è una cometa periodica appartenente alla famiglia delle comete gioviane.
È stata scoperta nel 2009 durante osservazioni eseguite nell'ambito del programma Catalina Sky Survey dall'astronomo italiano Andrea Boattini. In seguito alla sua riscoperta il 18 luglio 2020 ha potuto ricevere la denominazione definitiva.